# العلاقات الجيبوتية الموريشيوسية
العلاقات الجيبوتية الموريشيوسية هي العلاقات الثنائية التي تجمع بين جيبوتي وموريشيوس.

## مقارنة بين البلدين
هذه مقارنة عامة ومرجعية للدولتين:
| وجه المقارنة                                              | جيبوتي                    | موريشيوس                 |
| --------------------------------------------------------- | ------------------------- | ------------------------ |
| المساحة (كم2)                                             | 23.20 ألف                 | 2.04 ألف                 |
| عدد السكان (نسمة)                                         | 956.99 ألف                | 1.26 مليون               |
| الكثافة السكانية (ن./كم²)                                 | 41.25                     | 617.65                   |
| العاصمة                                                   | جيبوتي                    | بورت لويس                |
| اللغة الرسمية                                             | لغة فرنسية، اللغة العربية | لغة إنجليزية، لغة فرنسية |
| العملة                                                    | فرنك جيبوتي               | روبي موريشي              |
| الناتج المحلي الإجمالي (بليون دولار)                      | 1.84 مليار                | 13.34 مليار              |
| الناتج المحلي الإجمالي (تعادل القوة الشرائية) بليون دولار | 3.10 مليار                | 25.36 مليار              |
| الناتج المحلي الإجمالي الاسمي للفرد دولار أمريكي          | 1.95 ألف                  | 9.25 ألف                 |
| الناتج المحلي الإجمالي للفرد دولار أمريكي                 | 3.27 ألف                  | 18.59 ألف                |
| مؤشر التنمية البشرية                                      | 0.470                     | 0.777                    |
| رمز المكالمات الدولي                                      | +253                      | +230                     |
| رمز الإنترنت                                              | .dj                       | .mu                      |
| المنطقة الزمنية                                           | ت ع م+03:00               | ت ع م+04:00              |

## منظمات دولية مشتركة
يشترك البلدان في عضوية مجموعة من المنظمات الدولية، منها:
| علم المنظمة | اسم المنظمة                                 | تاريخ انضمام جيبوتي | تاريخ انضمام موريشيوس |
| ----------- | ------------------------------------------- | ------------------- | --------------------- |
|             | مؤسسة التنمية الدولية                       | 1 أكتوبر 1980       | 23 سبتمبر 1968        |
|             | يونسكو                                      | 31 أغسطس 1989       | 25 أكتوبر 1968        |
|             | وكالة ضمان الاستثمار متعدد الأطراف          | 12 يناير 2007       | 28 ديسمبر 1990        |
|             | الأمم المتحدة                               | 20 سبتمبر 1977      | 24 أبريل 1968         |
|             | مجموعة دول أفريقيا والكاريبي والمحيط الهادئ | ?                   | ?                     |
|             | الاتحاد البريدي العالمي                     | ?                   | ?                     |
|             | البنك الدولي للإنشاء والتعمير               | 1 أكتوبر 1980       | 23 سبتمبر 1968        |
|             | الاتحاد الدولي للاتصالات                    | 22 نوفمبر 1977      | 30 أغسطس 1969         |
|             | منظمة حظر الأسلحة الكيميائية                | ?                   | ?                     |
|             | مؤسسة التمويل الدولية                       | 1 أكتوبر 1980       | 23 سبتمبر 1968        |
|             | منظمة التجارة العالمية                      | ?                   | ?                     |
|             | منظمة الشرطة الجنائية الدولية               | ?                   | ?                     |
|             | الاتحاد الأفريقي                            | ?                   | ?                     |
|             | البنك الإفريقي للتنمية                      | ?                   | ?                     |